# Öfuguggavatnshæðir
Öfuguggavatnshæðir är kullar i republiken Island. De ligger i regionen Norðurland vestra, 170 km nordost om huvudstaden Reykjavík.